# Epiphaneia (Kilikien)
Koordinaten: 36° 58′ N, 36° 7′ O

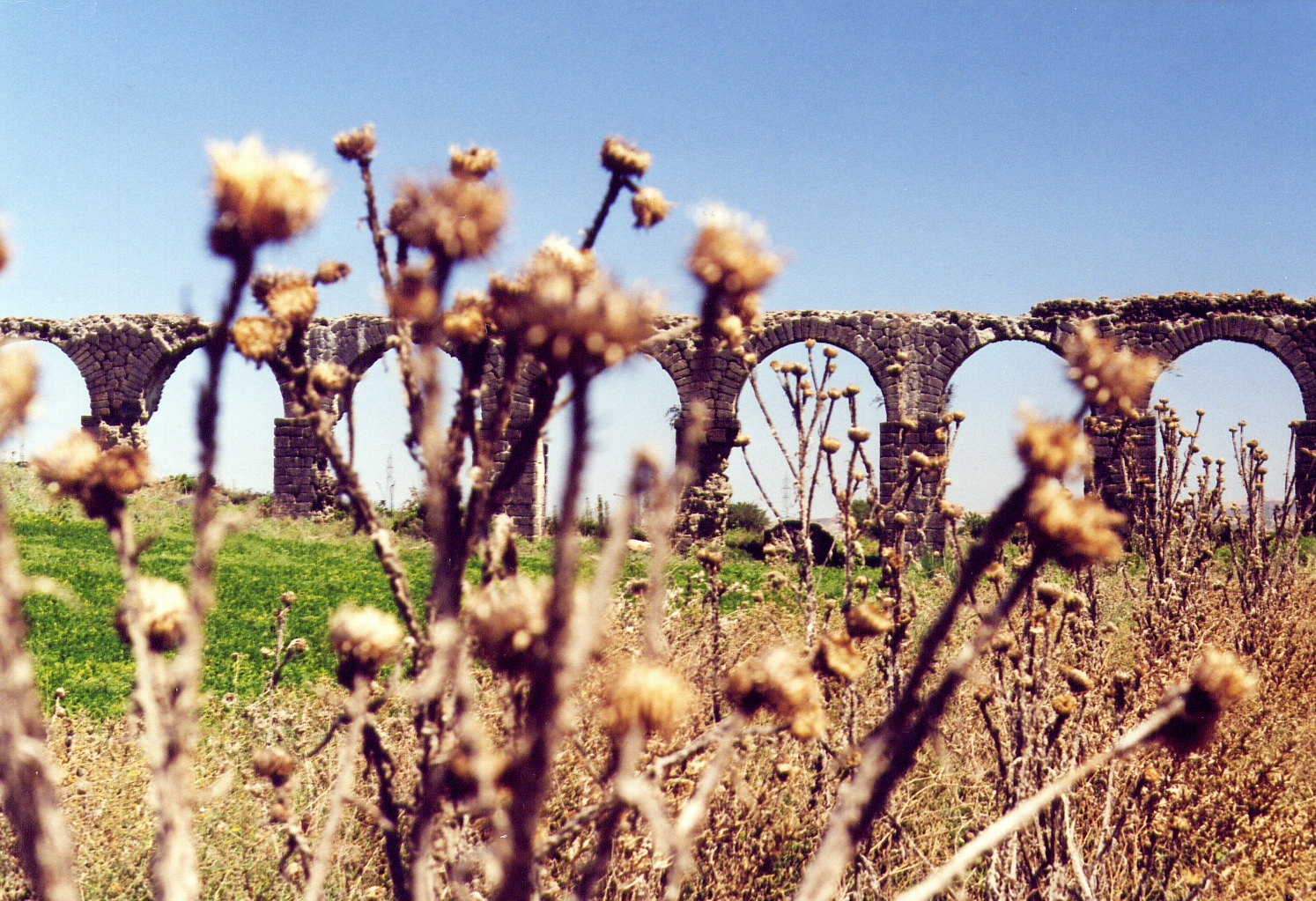
Aquädukt in Epiphaneia

Epiphaneia (altgriechisch Ἐπιφανεία), ursprünglich Oiniandos, war eine antike Stadt im „ebenen“ Kilikien im Südosten Kleinasiens in der heutigen Türkei.
Die Stadt erhielt ihren neuen Namen durch den seleukidischen Herrscher Antiochos IV. Epiphanes zu Beginn des 2. Jahrhunderts v. Chr. 67 v. Chr. siedelte der römische Feldherr Gnaeus Pompeius Magnus dort besiegte Kilikische Seeräuber an. Im 2. und 3. Jahrhundert prägte Epiphaneia eigene Münzen. 260 n. Chr. wurde die Stadt von den Truppen des Sassaniden Schapur I. eingenommen. In der Spätantike gehörte Epiphaneia zur Provinz Cilicia secunda. Auf ein spätantikes Bistum der Stadt geht das Titularbistum Epiphania in Cilicia der römisch-katholischen Kirche zurück.

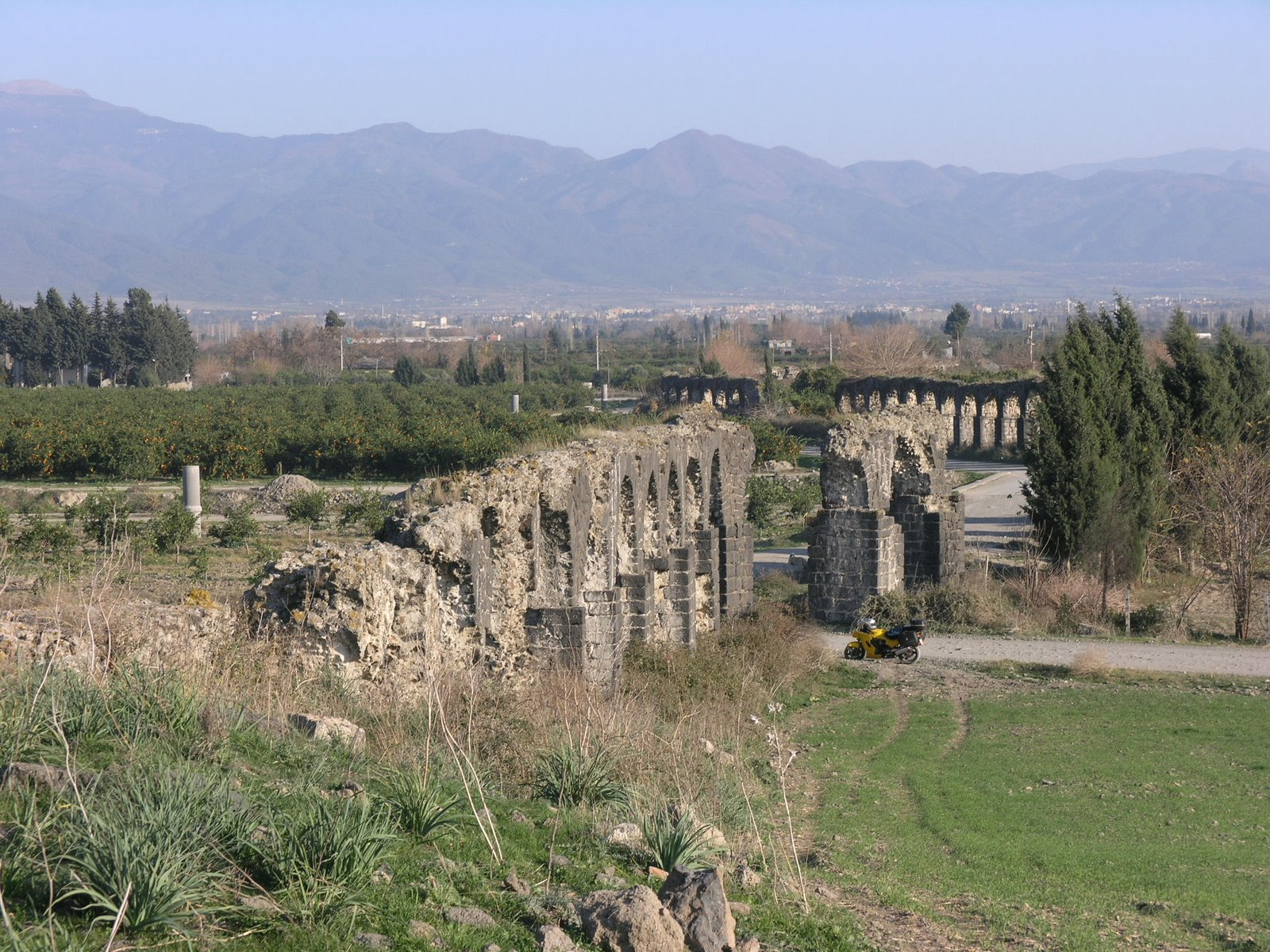
Aquädukt in Epiphaneia

Umfangreiche Ruinen der Stadt sind einige Kilometer westlich des türkischen Orts Erzin erhalten. Dazu gehören ein Aquädukt, ein Theater und zwei byzantinische Kirchen. Vor Ort werden die Ruinen als die des antiken Schlachtenortes Issos bezeichnet, der sich aber wohl etwa zehn Kilometer südlich bei Dörtyol befand.